# Duane Gish
Duane Tolbert Gish (né le 17 février 1921 à White City (Kansas) et mort le 5 mars 2013 à San Diego (Californie)) est un biochimiste américain, membre éminent du mouvement créationniste.

## Biographie
Après être devenu membre d'une église baptiste indépendante fondamentaliste, il a joint le mouvement créationniste Jeune-Terre. Il a été ancien vice-président de l'Institute for Creation Research (ICR). Gish a été appelé le « Thomas Henry Huxley du créationnisme » pour la façon dont il « savourait les confrontations » avec d'éminents biologistes évolutionnistes, habituellement tenus sur les campus universitaires.